# Kelong

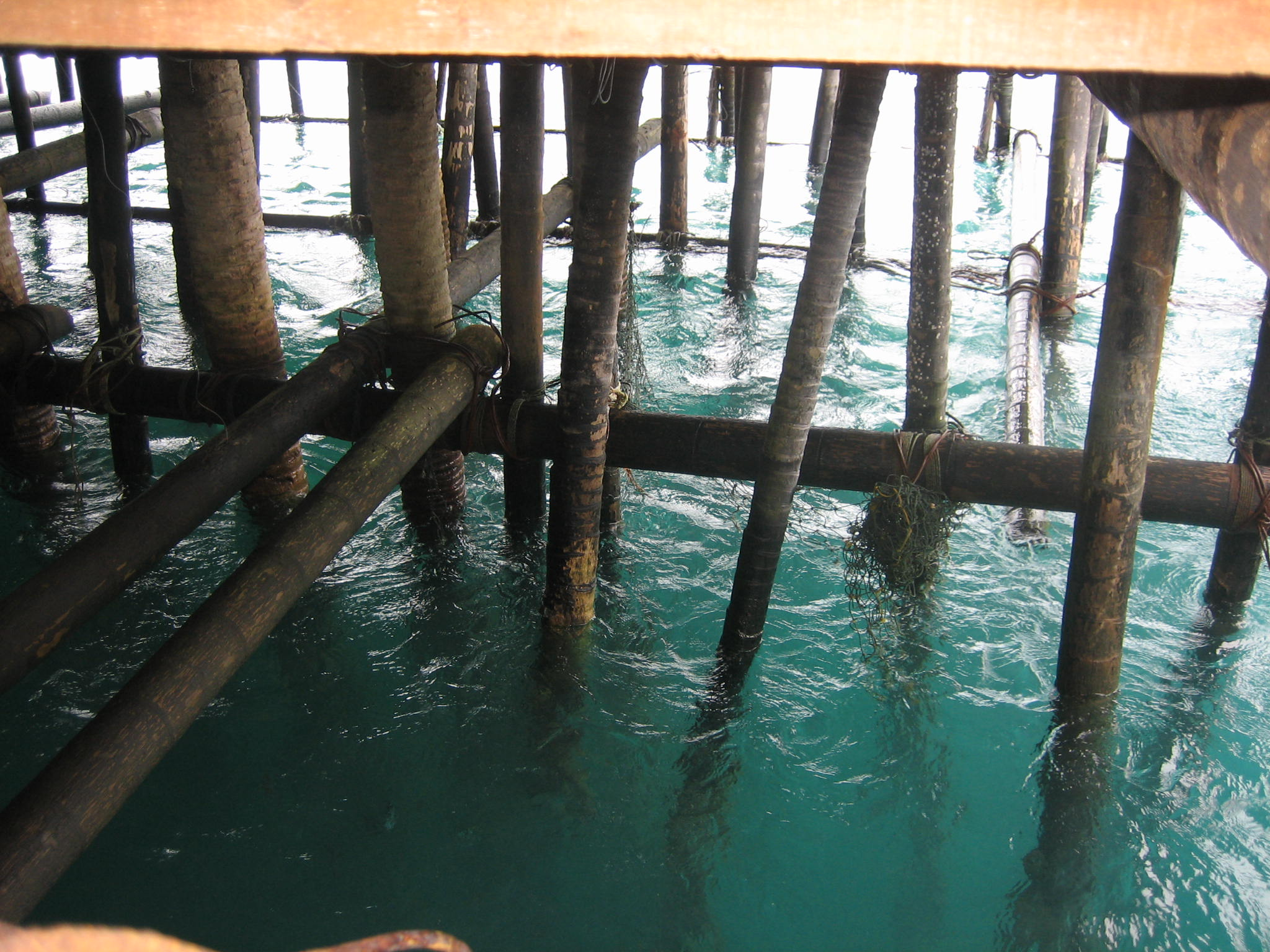
Sticking Point.

Een Kelong (ook wel Kellong) is platform op zee gebouwd van hout die voornamelijk voorkomen in Maleisië, de Filipijnen en Indonesië en enkele in Singapore.

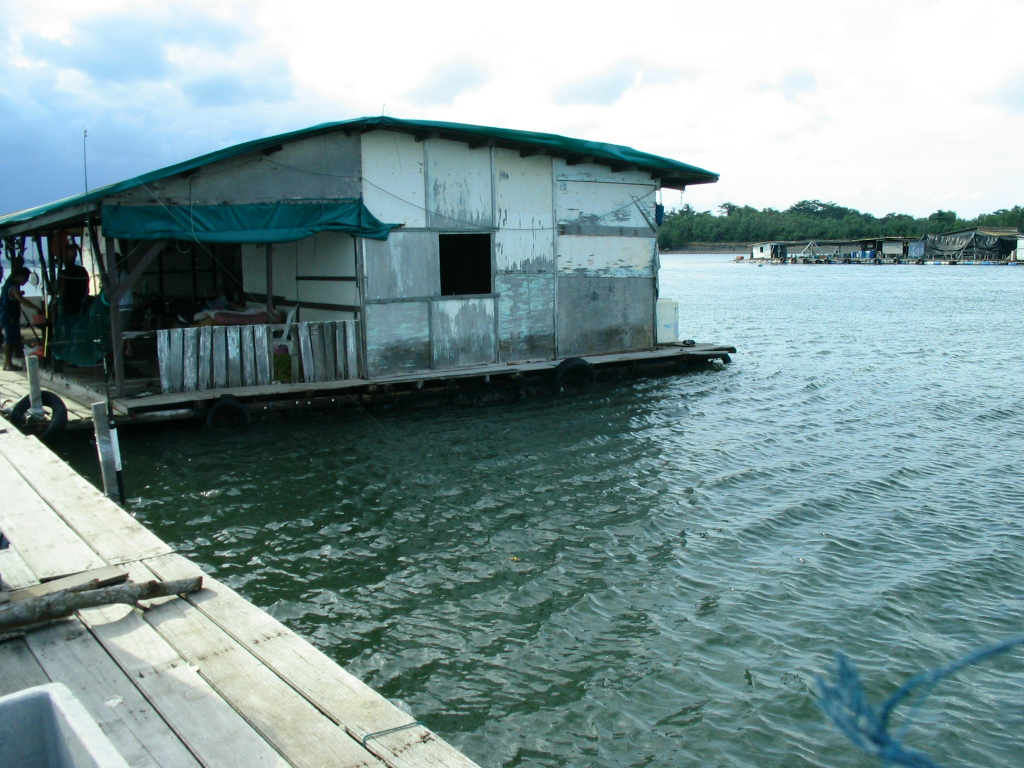
The Kelong.

Kelongs worden gebouwd door vissers voor gebruik tijdens het vissen. Grotere versies worden echter ook wel gebruikt als onderkomen voor de vissers en hun familie. De boomstammen van een kelongs worden met rotan bij elkaar gebonden. De kelongs worden meestal in ondiep water verankerd met behulp van houten stokken van zo'n 20 meter. Een enkele keer komen ze ook wel in dieper water voor. Ook liggen kelongs soms als een soort woonboot langs de kust. Het komt ook voor dat vele kelongs samen een grote offshore-gemeenschap vormen.